# Deng Linlin
Deng Linlin (Lixin, Anhui, 21 de abril de 1992), es una gimnasta artística china, especialista en la prueba de la barra o viga de equilibrio con la que ha logrado ser campeona olímpica en 2012 y campeona mundial en 2009; asimismo también ha sido campeona olímpica en 2008 en el concurso por equipos.

## 2008
En los JJ. OO. de Pekín consigue el oro por equipos, por delante de Estados Unidos y Rumania, siendo sus compañeras de equipo: Yang Yilin, Cheng Fei, Jiang Yuyuan, He Kexin y Li Shanshan.

## 2009
En el Mundial de Londres 2009 gana el oro en la viga de equilibrio, por delante de la australiana Lauren Mitchell (plata) y la estadounidense Ivana Hong (bronce).

## 2010
En el Mundial celebrado en Róterdam (Países Bajos) consigue la plata en la viga de equilibrio —tras la rumana Ana Porgras y empatada con la estadounidense Rebecca Bross— y el bronce en el concurso por equipos, tras Rusia y Estados Unidos, siendo sus compañeras en esta ocasión: Jiang Yuyuan, He Kexin, Sui Lu, Huang Qiushuang y Yang Yilin.

## 2012
En los JJ. OO. de Londres gana el oro en la barra de equilibrio, por delante de su compatriota la china Sui Lu (plata) y de la estadounidense Aly Raisman (bronce).

## Historial competitivo
| Año  | Descripción de la competición | Ubicación | Aparatos            | Posición-Final | Puntuación-Final | Posición-Clasificación | Puntuación-Clasificación |
| ---- | ----------------------------- | --------- | ------------------- | -------------- | ---------------- | ---------------------- | ------------------------ |
| 2012 | Juegos Olímpicos              | Londres   | Equipo              | 4              | 174,43           | 3                      | 176,637                  |
| 2012 | Juegos Olímpicos              | Londres   | Barra de equilibrio | 1              | 15,600           | 4                      | 15,166                   |
| 2010 | Campeonato Mundial            | Róterdam  | Equipo              | 3              | 174,781          | 2                      | 233,778                  |
| 2010 | Campeonato Mundial            | Róterdam  | Barra de equilibrio | 2              | 15,233           | 4                      | 15,100                   |
| 2009 | Campeonato Mundial            | Londres   | Todos los aparatos  | 11             | 55,250           | 4                      | 56,350                   |
| 2009 | Campeonato Mundial            | Londres   | Barra de equilibrio | 1              | 15,000           | 3                      | 14,450                   |
| 2009 | Campeonato Mundial            | Londres   | Suelo               | 7              | 13,825           | 7                      | 14,000                   |
| 2008 | Juegos Olímpicos              | Pekín     | Equipo              | 1              | 188,900          | 1                      | 248,275                  |